# Embrapa Solos
A Embrapa Solos (anteriormente chamada Centro Nacional de Pesquisa de Solos - CNPS) - é uma divisão da Empresa Brasileira de Pesquisa Agropecuária (Embrapa) dedicada principalmente ao estudo dos solos no Brasil, dentre outras atribuições técnicas.
Sua sede fica localizada no Jardim Botânico do Rio de Janeiro, contando com laboratórios de solos, de plantas, de geomática e de informação, e ainda uma biblioteca na área de ciência do solo e meio ambiente. Na cidade de Seropédica, também no Rio de Janeiro, possui uma área de testes e, finalmente, uma Unidade voltada à pesquisa no Nordeste, sediada em Recife.

## História
Em 1947 foi criada a Comissão de Solos do Serviço Nacional de Pesquisas Agronômicas, órgão vinculado ao Ministério da Agricultura, promovendo a primeira Reunião Brasileira de Ciência do Solo, que resultou na fundação da Sociedade Brasileira de Ciência do Solo.
Após diversas reestruturações ao longo do tempo, o trabalho de levantamento dos solos do país prosseguiu sem interrupção, a fim de elaborar a Carta de Solos do Brasil. Efetuou diversos cursos preparatórios de pedólogos. Ao longo do tempo, teve as seguintes denominações e foi subordinada aos respectivos órgãos abaixo:
- Comissão de Solos 1947 - 1965 - SNPA, 1947 - 1962 e DPEA, 1962 - 1965
- DPFS - Divisão de Pedologia e Fertilidade do Solo (DNPEA)1966 - 1967
- EPFS - Equipe de Pedologia e Fertilidade do Solo (DNPEA)1968 - 1970
- DPP - Divisão de Pesquisas Pedológicas (DNPEA)1971 - 1973
- CPP - Centro de Pesquisas Pedológicas (Embrapa)1974 - 1975
- SNLCS - Serviço Nacional de Levantamento e Conservação do Solo (Embrapa)1975 - 1993
- CNPS - Centro Nacional de Pesquisa de Solos (Embrapa)1993 - 1997
- Embrapa Solos - Centro Nacional de Pesquisa de Solos (Embrapa)1997 - atual

## Pesquisas
Além do reconhecimento dos tipos de solos agrícolas, o Centro tem realizado pesquisas no sentido de diminuir a dependência da agricultura brasileira aos fertilizantes e insumos importados, que no caso do potássio atinge o montante de 92%.